# Paddy, Klaus and Gibson
Paddy, Klaus & Gibson erano un trio beat anglo-tedesco, attivo dal 1964 al 1966.

## Storia

### Gli inizi
Nell'agosto del 1962 a Liverpool il batterista sedicenne Gibson Kemp entra a far parte dei celebrati Rory Storm & The Huricanes al posto del dimissionario Ringo Starr, che si è appena unito ai Beatles. In questa formazione resta sino al gennaio dell'anno successivo, quando lascia per suonare con i Dominoes di Kingsize Taylor; qui trova il bassista Lewis Collins, e il chitarrista John Frankland.
Più o meno nello stesso periodo un apprezzato chitarrista di nome Paddy Chambers, in precedenza con Faron's Flamingoes e Big Three; si unisce al gruppo, diventando il solista.
All'inizio del 1964, il leader del gruppo, Taylor decide di abbandonare la band che ora si fa chiamare semplicemente The Dominoes; e dopo qualche settimana il manager Don Paul propone loro di andare ad Amburgo per una serie di date nei locali della città, secondo una prassi molto in voga ai tempi per molti gruppi liverpooliani.

### La gavetta in Germania
Ad Amburgo nel giro di qualche mese diventano una delle realtà più apprezzate presso il pubblico, grazie al loro repertorio ad alta pressione di Rock'n'Roll e Rhythm and blues. Ben presto alla formazione si aggiunge un sassofonista statunitense di nome Johnny Phillips e nel giro di qualche settimana il bassista Lewis Collins decide di tornare in patria e a questo punto il suo posto viene preso dal tedesco Klaus Voormann, un artista e pittore molto bravo che era già stato un amico intimo dei Beatles quando questi erano uno sconosciutissimo quintetto che suonava nella sua città nel 1960 e avevano al basso Stuart "Stu" Sutcliffe. Phillips lascia il gruppo e gli altri, dopo aver cambiato nome in The Eyes, riescono ad incidere un singolo per l'etichetta indipendente amburghese Star Club fino a quando verso la fine dell'anno decidono che è giunto il momento di rientrare in Inghilterra. Prima di ciò però anche il chitarrista John Frankland decide di mollare e il gruppo ora è ridotto al classico trio chitarra-basso-batteria.

### L'ascesa e il declino
Nel mese di febbraio del 1965, dopo un soggiorno a Liverpool gli Eyes si trasferiscono a Londra, dove ben presto scoprono che un gruppo con lo stesso nome , ma ben più noto esiste già, ad è quello di Terry Nolder, per cui scelgono d'ora in poi di chiamarsi Paddy, Klaus & Gibson.
Grazie alla loro bravura il trio si fa subito notare negli ambienti che contano ed iniziano a suonare nei locali più esclusivi della città. Vengono notati dal manager Tony Stratton-Smith che decide di metterli sotto contratto e stringono amicizia coi Beatles, addirittura Klaus Voormann va ad abitare nella villa di George Harrison ad Esher per un certo periodo. 
In primavera un entusiasta John Lennon dopo averli visti in concerto ne parla al suo manager Brian Epstein, che decide immediatamente di farli diventare artisti della sua scuderia la NEMS; quindi dopo aver pagato a Stratton-Smith 3000 sterline si appresta a fare da manager al suo nuovo gruppo. Epstein, in qualità di personaggio vincente nel mondo del beat, ottiene per loro un contratto con la prestigiosa etichetta Pye e nel giro di pochi mesi tra l'estate e l'autunno vengono pubblicati due 45 giri.
Le vendite però non sono incoraggianti e l'energia di Epstein, dopo lo slancio iniziale sembra venir meno, nonostante la critica abbia sempre parlato in termini positivi del valore di questo trio.
Agli inizi del 1966 viene pubblicato un terzo ed ultimo singolo, questa volta con la produzione di Paul McCartney, il cui lato B viene utilizzato come sigla per Rediffusion ITV; ma la sfiducia nel futuro porta ben presto allo scioglimento del gruppo che avviene nel luglio di quello stesso anno.
Dopo la fine della band Paddy Chambers torna a Liverpool per unirsi agli Escorts, mentre Gibson Kemp torna in Germania e sposa la fotografa Astrid Kirrcherr, l'amica amburghese dei Beatles che fece i loro primi scatti in bianco e nero. A Klaus Voormann invece viene chiesto di unirsi al gruppo dei Manfred Mann, e in seguito di illustrare la bellissima copertina del nuovo album dei Beatles Revolver  poi nel 1969 si unisce alla Plastic Ono Band, assieme a John Lennon e ad Eric Clapton, e successivamente, per tutti gli anni settanta collabora con tutti gli ex-Beatles, suonando il basso nei loro dischi da solista.

## Discografia
Singoli
- She/Peanut Butters (Star Club 1964)
- I Wanna Know/I Tried (Pye - 1965)
- No Good Without You/Rejected (Pye - 1965)
- Teresa/Quick Before They Catch Us (Pye - 1966)